# Fernando Jorge Lopes
Fernando Jorge Lopes é um encenador e actor português.
Foi fundador do Teatro Extremo, onde exerce as funções de encenação e direcção artística além de trabalhar como actor.
Iniciou a sua actividade no teatro como actor profissional em 1987.
Fez o Curso de Formação de Actores da Companhia de Teatro de Almada e ainda 1º curso livre de Iniciação ao Cinema da Universidade Nova de Lisboa.
Cursou em História, Variante História de Arte, na Universidade Nova de Lisboa.
Frequentou o Curso de Especialização em Teatro da Faculdade de Letras da Universidade Clássica da Lisboa e o curso de Escultura do Ar. Co, Centro de Arte e Comunicação Visual, Lisboa.
Encenou textos de Molière, Oscar Panizza, Romeu Correia, Umberto Eco, Bertolt Brecht, Plínio Marcos, António Cabrita e Erik Satie.